# Catalunya – Xile (28-12-2001)
La selecció catalana de futbol disputà un partit amistós contra la selecció de Xile el 28 de desembre del 2001 al Camp Nou de Barcelona, davant de 60.000 espectadors, que acabà amb victòria de Catalunya per 1-0.

## Fitxa tècnica
| Catalunya       | 1 - 0                | Xile |
| --------------- | -------------------- | ---- |
| Luis García 56' | Mundo Deportivo Avui |      |

| Catalunya | Xile |

| CATALUNYA:     |  |                   |     |  |
|                |  |                   |     |  |
| PO             |  | Toni Jiménez      |     |  |
| PO             |  | Víctor Valdés     |     |  |
| DF             |  | Carles Puyol      |     |  |
| DF             |  | Quique Álvarez    |     |  |
| DF             |  | Xavier Aguado     |     |  |
| DF             |  | Sergi Barjuan     |     |  |
| DF             |  | Curro Torres      |     |  |
| DF             |  | Toni Soldevilla   |     |  |
| DF             |  | Alberto Lopo      |     |  |
| CC             |  | Pep Guardiola (c) |     |  |
| CC             |  | Xavi Hernández    |     |  |
| CC             |  | Albert Celades    |     |  |
| CC             |  | Roger Garcia      |     |  |
| CC             |  | Sergio González   |     |  |
| DV             |  | Luis García       |     |  |
| DV             |  | Gabri Garcia      | 72' |  |
| DV             |  | Òscar Garcia      |     |  |
| DV             |  | Gerard López      |     |  |
| DV             |  | Lluís Codina      |     |  |
| Seleccionador: |  |                   |     |  |
| Pitxi Alonso   |  |                   |     |  |

| XILE:          |  |                    |     |  |
|                |  |                    |     |  |
| PO             |  | Carlos Toro        |     |  |
| DF             |  | Fernando Solís     |     |  |
| DF             |  | Héctor Robles      |     |  |
| DF             |  | Alex von Schwedler |     |  |
| DF             |  | Raúl Muñoz         |     |  |
| DF             |  | Adrián Rojas       | 72' |  |
| CC             |  | Raúl Palacios      |     |  |
| CC             |  | Marco Villaseca    |     |  |
| CC             |  | David Pizarro      |     |  |
| CC             |  | Víctor Cancino (c) |     |  |
| CC             |  | Luis Medina        |     |  |
| CC             |  | Patricio Almendra  |     |  |
| DV             |  | Jaime Valdés       |     |  |
| DV             |  | Carlos Verdugo     |     |  |
| DV             |  | Fernando Martel    |     |  |
| DV             |  | Julio Gutiérrez    |     |  |
| Seleccionador: |  |                    |     |  |
| Jorge Garcés   |  |                    |     |  |